# Sette piani
Sette piani è un racconto dello scrittore italiano Dino Buzzati.
Il racconto fu trasposto come opera teatrale e come film, quest'ultimo dal titolo Il fischio al naso, diretto e interpretato da Ugo Tognazzi.

## Storia editoriale
Il racconto è stato pubblicato originariamente con il titolo I sette piani sul numero 3 anno XXXVII della rivista La Lettura del 1º marzo del 1937, quindi revisionato e incluso nell'antologia I sette messaggeri del 1942. Successivamente viene inserito nella raccolta Sessanta racconti (1958), con una riscrittura maggiormente fedele alla prima edizione uscita in edicola con La Lettura e ne La boutique del mistero (1968).

## Trama
In un giorno di marzo, l'avvocato Giuseppe Corte si fa ricoverare in un moderno ospedale di una grande città italiana, specializzato nella cura del male da cui egli è leggermente affetto. L'ospedale è strutturato in sette diversi piani: i pazienti meno gravi vengono ricoverati in quello più alto, mentre ai piani più bassi si trovano i casi più gravi in forma decrescente da piano a piano. Il Corte viene accolto subito al settimo piano, in attesa di guarire dalla malattia e quindi di poter tornare a casa.
La salute del Corte sembra non peggiorare e non migliorare, ma una serie di inconvenienti (o almeno come tali gli appaiono) fanno sì che venga lentamente ma inesorabilmente trasferito ai piani inferiori, sempre con scuse assurde: prima per fare un favore a una donna e i suoi due figli, poi per gli scrupoli di un medico allarmista, successivamente a causa di un eczema apparso su una gamba che lo fa scendere di addirittura due piani, poi le ferie dei dipendenti, infine un errore amministrativo. Giuseppe Corte discende così uno dopo l'altro i vari piani della clinica, nonostante le sue continue proteste nei confronti del personale e nonostante i medici continuino a ripetergli che non ha nulla di grave.
In piena estate, l'ultimo trasferimento lo conduce al primo piano, sulla cui desolazione e tristezza era stato informato da un vicino di stanza appena arrivato.
Il Corte è sempre più disperato e, impotente nei confronti delle decisioni prese all'interno dell'ospedale, tenta continuamente di persuadere sé stesso e le infermiere circa la sua sanità. Con lentezza inesorabile, però, le persiane scorrevoli della sua stanza cominciano a chiudersi.

## Opere derivate
Lo stesso Buzzati trasse dal racconto una commedia, intitolata Un caso clinico. Essa fu rappresentata per la prima volta al Piccolo Teatro di Milano nel 1953 e successivamente riproposta in molte città europee e mondiali tra cui Berlino, Göteborg, Ginevra, Stoccolma, Buenos Aires. A Parigi fu adattata da Albert Camus e rappresentata al Théatre La Bruyère nel 1955. 
Il racconto ha inoltre ispirato il film Il fischio al naso, diretto e interpretato da Ugo Tognazzi.

## Analisi
Come accade in molte opere di Buzzati, anche qui l'ambientazione surreale è funzionale al messaggio e alle tematiche che lo scrittore vuole comunicare. Il racconto diventa così metafora del dramma interiore vissuto dall'uomo di fronte all'inevitabile e misteriosa precarietà della vita e della conseguente incapacità psicologica da parte dell'uomo di adattarsi alla realtà della morte, o anche semplicemente di capire che il suo futuro non dipende da lui e obbedisce a leggi misteriose contro le quali non può nulla.
La disperazione di Corte cresce contemporaneamente alla discesa verso il basso. Egli non si informa mai circa la natura della sua malattia, proietta la sua desolazione al di fuori di sé, ricercandone una causa esterna e rassicurante. Rifiuta quindi di ammettere la propria condizione. Fino a che è circondato da persone sane, come i ricoverati del settimo piano, il suo sguardo è libero di vagare nella natura circostante e gode della vastità dell'ambiente (anche se un velo di inquietudine non è mai assente). Il primo piano (la morte) appare lontana, e rifiuta categoricamente di contemplarla. Fa di tutto per non parlare con i dottori o gli altri ricoverati dei suoi problemi, e prova spaventosi brividi ogni volta che vede le serrande abbassate. Ma la discesa al piano terra dal settimo è inevitabile. E le cause, fra l'altro, sono le più varie e inaspettate, mai contemplate dall'uomo durante il corso della vita. La morte arriva anche quando non si è in grado di accettarla. Corte urla, si arrabbia, dibatte e litiga con i dottori per quella che ritiene un'ingiustizia, alle infermiere ribadisce che non è malato, rifiuta da una parte il distacco dal mondo dei sani e dall'altra la saggezza di chi sa accettare l'ineffabilità del destino umano. Nel fare ciò non si cura di quello che avviene dentro di lui, ossia della "vera" malattia, su cui anche il lettore rimane all'oscuro. Vuole e pretende di stare soltanto tra i "sani". Proiettando all'esterno il problema ed evitando di risolvere con sé stesso il drammatico conflitto, cade nella solitudine e nella disperazione, in preda alla frustrazione e all'impotenza. Ecco che dalla finestra del piano terra, a differenza del settimo piano, tutto appare immobile. Il suo sguardo non riesce ad andare oltre le foglie degli alberi che lo circondano, e anch'esse appaiono, almeno alla vista un po' annebbiata del paziente, ferme: non c'è futuro per la sua vita. Solo inforcando gli occhiali vede muoversi qualcosa, un alito di vento che fa oscillare debolmente i rami.
A livello tematico non è poi da trascurare il senso di sospensione e di inquietudine derivante dall'attesa di un "qualcosa" che non arriva mai (in questo caso ad esempio la guarigione, il riconoscimento medico di sanità fisica e quindi la dimissione dall'ospedale). Sebbene altre opere di Buzzati esprimano meglio questo concetto (si veda Il deserto dei Tartari o i celebri racconti I sette messaggeri e Eppure battono alla porta), anche in questo scritto il senso di transizione, l'idea che la vita sia un passaggio precario e labile è ben rappresentato da una parte da un'ambientazione misteriosa e surreale e dall'altra dall'inutilità delle continue richieste e proteste, nonché degli sforzi del protagonista che cerca di continuo un appiglio che lo tenga aggrappato in qualche modo al mondo dei "sani".